# Marsugalt
Marsugalt (auch: Malik Island, Marikku-tō) ist eine Insel des Kwajalein-Atolls in der Ralik-Kette im ozeanischen Staat der Marshallinseln (RMI).

## Geographie
Das Motu liegt im nördlichen Riffsaums des Atolls zwischen Geiga und Bok.

## Klima
Das Klima ist tropisch heiß, wird jedoch von ständig wehenden Winden gemäßigt. Ebenso wie die anderen Orte der Kwajalein-Gruppe wird Marsugalt gelegentlich von Zyklonen heimgesucht.